# Wacław Holewiński
Wacław Holewiński (ur. 27 marca 1956 w Warszawie) – polski pisarz, prawnik, wydawca, redaktor, działacz opozycji demokratycznej i więzień polityczny w PRL.

## Działalność opozycyjna
Od 1977 był współpracownikiem Niezależnej Oficyny Wydawniczej, od 1978 do ogłoszenia stanu wojennego kierował Niezależną Spółdzielnią Wydawniczą I. Pod koniec lat 70. udostępniał swoje mieszkanie na wykłady Tomasza Burka w ramach Towarzystwa Kursów Naukowych, prowadził też bibliotekę wydawnictw niezależnych na Uniwersytecie Warszawskim (wspólnie z Wojciechem Borowikiem i Jackiem Czaputowiczem). W 1979 ukończył studia prawnicze na Uniwersytecie Warszawskim. Od marca 1981 był pracownikiem Krajowej Komisji Koordynacyjnej Niezależnego Zrzeszenia Studentów. W styczniu 1982 został internowany, następnie przeniesiono go do Instytutu Hematalogii w Warszawie, a ostatecznie w sierpniu 1982 został zwolniony.
Wraz z Jarosławem Markiewiczem w grudniu 1982 założył Wydawnictwo Przedświt. Został aresztowany w maju 1984 w czasie przewożenia książek, zwolniony na mocy amnestii w sierpniu 1984.

## Działalność w III RP
W latach 1989–2001 kontynuował działalność wydawnictwa Przedświt. W 1995, w głośnym proteście, zrezygnował z pracy w warszawskiej prokuraturze.
W latach 2014–2016 razem z Markiem Ławrynowiczem prowadził audycję literacką "Jak pisarz z pisarzem" w Radiu Wnet.
Od czerwca do listopada 2016 prowadził wraz z Katarzyną Wójcik cykliczny program literacki „Mistrz i Katarzyna” w radiowej Trójce.
Prowadzi stałą rubrykę recenzencką pt. "Mebluję głowę książkami" w portalu pisarze.pl.
Członek Stowarzyszenia Pisarzy Polskich. W latach 2005–2008 wiceprezes warszawskiego oddziału SPP, w latach 2008-2011 i od roku 2025 wiceprezes SPP. Członek Stowarzyszenia Dziennikarzy Polskich oraz Stowarzyszenia Wolnego Słowa.
Od 2016 jest członkiem jury Nagrody Literackiej im. Józefa Mackiewicza.
Od października 2016 do czerwca 2025 był zastępcą kierownika redakcji literackiej Programu Drugiego Polskiego Radia.
Wszedł w skład komitetu wspierającego kandydaturę Karola Nawrockiego na prezydenta RP w wyborach w 2025. Został w związku z tym zawieszony a jego audycja "Zaułki historii" wstrzymana do czasu zakończenia wyborów prezydenckich.

## Twórczość
Powieści:
- 2003: Lament nad Babilonem
- 2003: Za późno na modlitwę
- 2004: Przeżyłem wszystkich poetów
- 2005: Choćbym mówił językiem ludzi i aniołów
- 2007: Droga do Putte
- 2008: Nie tknął mnie nikt (tom opowiadań)
- 2012: Opowiem ci o wolności
- 2013: Szwy
- 2015: Honor mi nie pozwala
- 2018: Pogrom 1905
- 2019: Pogrom 1906
- 2020: Oraz wygnani zostali
- 2020: Pogrom 1907
- 2021: Krew na rękach moich
- 2023: Cieniem będąc, cieniem zostałem
- 2024: A potem już tylko mgła

Dramaty:
- 2004: Znieczuleni - prapremiera 17 września 2005, Teatr im. Osterwy, Gorzów Wlkp., reżyseria i scenografia Rafał Matusz.
- 2004: Zazwyczaj śnimy w samotności
- 2004: Dyfuzja
- 2005: Tinta
- 2012: Nic się nie stało - prapremiera 13 czerwca 2015, Teatr Ateneum, Warszawa, reżyseria Barbara Wiśniewska.

Słuchowiska radiowe:
- "Czasami musimy dać więcej", premiera: Radio Wnet 10.02.2017
- "Możemy dać wam szansę", premiera: Radio Wnet 17.02.2017
- "Dam radę. Idzie wytrzymać", premiera: Radio Wnet 3.03.2017
- "Nim wypowiesz słowo, jesteś jego panem", premiera: Teatr Polskiego Radia, Program I, 29.02.2020. Pierwodruk: pisarze.pl 2018
- "Nie tknął mnie nikt", premiera: Teatr Polskiego Radia, Program I. 29.03.2020
- "Strach trawi sumienie powoli", premiera: Teatr Polskiego Radia, Program I. 11.04.2020
- "Zazwyczaj śnimy w samotności", premiera: Teatr Polskiego Radia, Program I. 31.10.2020
- "Wtedy dogoniła nas śmierć", premiera: Teatr Polskiego Radia, Program I. 19.12.2020
- "My Rosjanie, my Polacy", premiera: Polskie Radio Rzeszów. 23.01.2022[4]

Scenariusze filmowe:
- Historia Roja - współautor - premiera filmu - marzec 2016 r. (Autor sądownie uzyskał usunięcie swego nazwiska z filmu z powodu nadmiernych zmian w scenariuszu)

Inne:
- 1997: Wybór Dzienników Krzysztofa Mętraka.
- 2023: Premiera serialu telewizyjnego "Polowanie na ćmy" zrealizowanego na podstawie powieści "Pogrom 1905".

## Nagrody literackie
- I wyróżnienie w III edycji (2004) Nagrody Literackiej im. Józefa Mackiewicza – za Lament nad Babilonem
- Warszawska Premiera Literacka – za powieść Lament nad Babilonem (wrzesień 2003)
- Warszawska Premiera Literacka – za powieść Przeżyłem wszystkich poetów (marzec 2005)
- Warszawska Premiera Literacka – za powieść Droga do Putte (kwiecień 2007)
- Książka września Magazynu Literackiego KSIĄŻKI 2012 - Opowiem Ci o wolności
- Książka sierpnia Magazynu Literackiego KSIĄŻKI 2013 - Szwy
- Nagroda Literacka im. Józefa Mackiewicza 2013 – za Opowiem Ci o wolności
- Książka października Magazynu Literackiego KSIĄŻKI 2015 - Honor mi nie pozwala
- Książka maja Magazynu Literackiego KSIĄŻKI 2018 - Pogrom 1905
- Książka lipca Magazynu Literackiego KSIĄŻKI 2019 - Pogrom 1906
- Książka lipca Magazynu Literackiego KSIĄŻKI 2020 - Pogrom 1907
- Książka maja Magazynu Literackiego KSIĄŻKI 2021 - Krew na rękach moich
- Książka kwietnia Magazynu Literackiego KSIĄŻKI 2023 - Cieniem będąc, cieniem zostałem

## Odznaczenia
- Odznaczony przez Ministra Kultury i Sztuki odznaką „Zasłużony Działacz Kultury”
- Odznaczony przez Prezydenta RP Krzyżem Oficerskim Orderu Odrodzenia Polski (2008)[5]
- Odznaczony odznaką honorową „Działacza opozycji antykomunistycznej i osoby represjonowanej z powodów politycznych” (2017).
- Odznaczony przez Prezydenta RP Krzyżem Wolności i Solidarności (2017)[6].
- Odznaczony brązowym medalem „Zasłużony Kulturze Gloria Artis” (2022)
- Odznaczony Medalem Stulecia Odzyskanej Niepodległości (2023)[7]